# ЗСУ-23-4

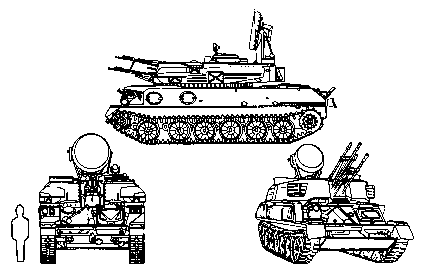
Схема зенітної самохідної установки ЗСУ-23-4 «Шилка»

ЗСУ-23-4 «Ши́лка» — зенітна самохідна установка радянського виробництва, призначена для безпосереднього протиповітряного прикриття наземних військ, знищення повітряних цілей, що летять зі швидкістю до 450 м/с, на відстанях до 2500 м та висотах до 1500 м, а також наземних (надводних) цілей на відстані до 2000 м з місця, з короткої зупинки та в русі.
Була у складі підрозділів ППО наземних військ полкової ланки.

## Тактико-технічні характеристики
Вага: 21000 кг.
- Зброя: 23-мм чотирилюфна зенітна гармата.
- Швидкострільність: 11 пострілів на секунду (кожна з гармат).
- Максимальна дальність пострілу: угору 1500 м, поземно 2500 м.
- Боєкомплект — 2000 пострілів (на всі чотири гармати разом).
- На відстані понад 2500 м ймовірність влучення в повітряну ціль у «Шилки» дорівнює не більш ніж 10 %.
- Максимальна швидкість руху по шосе: 50 км/год.
- Швидкість по нерівній місцевості: до 30 км/год.

## Модифікації
ЗСУ-23-4В — модернізація з метою підвищення надійності експлуатації установки, поліпшення умов проживання для розрахунку, збільшення ресурсу газотурбінного агрегату (ГТА) з 300 до 450 год. Для наведення РЛС супроводу на візуально виявлену ціль в установку введено командирський прилад наведення (КПН).
ЗСУ-23-4В1 — модернізація в ЗСУ-23-4В лічильно-вирішального приладу, що підвищило точність та ефективність вогню, надійність автосупроводу цілі при збільшенні швидкості руху установки з 20 до 40 км/год, збільшено ресурс ГТА з 450 до 600 год.
ЗСУ-23-4М1 — модернізація автоматів 2А7 та гармати 2А10 до 2А7М та 2А10М з метою підвищення надійності та стабільності роботи комплексу. Підвищено живучість стволів з 3000 до 4500 пострілів. Поліпшено надійність РЛС та збільшено ресурс ГТА з 600 до 900 год.
ЗСУ-23-4М2 — модернізація ЗСУ-23-4М1 для використання в гірських умовах Афганістану. З установки виключили РПК, внаслідок чого збільшено боєкомплект снарядів з 2000 до 3000 шт., демонтовано РЛС, посилено бронезахист, введено апаратуру нічного бачення для ведення вогню вночі по наземних цілях.
ЗСУ-23-4М3 «Бірюса» — ЗСУ-23-4М1 з установкою наземного радіозапитувача «Лук» системи РЛ розпізнавання повітряних цілей за ознакою «свій — чужий».
ЗСУ-23-4М4 «Шилка-М4» — модернізація з установкою радіолокаційної СУО та можливістю встановлення ЗРК «Стрєлєц». Введення до складу батареї рухомого пункту розвідки та управління (ППРУ) «Сборка М1» як командний пункт (КП) та впровадження в ЗСУ телекодового каналу зв'язку обміну інформацією між ЗСУ та КП. Заміну аналогового лічильно-вирішального приладу на сучасну ЦОС. Встановлюється цифрова слідкувальна система. Модернізація гусеничного шасі, спрямована на покращення керованості та маневреності самоходу та зниження трудомісткості його технічного обслуговування та експлуатації. Активний пристрій нічного бачення замінюється на пасивний. Замінюються радіостанції. Встановлюється кондиціонер, система автоматизованого контролю за працездатністю радіоелектронної апаратури.
ЗСУ-23-4М5 «Шилка-М5» — модернізація ЗСУ-23-4М4 з установкою радіолокаційної та оптико-електронної СКВ.
ЗСУ-23-4МБ — білоруський варіант модернізації, реалізований ТОВ «БСВТ — нові технології». У бойовій машині повністю замінені елементи радіолокаційно-приладового комплексу (РПК), що включає: радіолокаційну станцію 1РЛ33, лічильно-вирішальний прилад, систему стабілізації лінії візування і систему стабілізації лінії пострілу. Замість РПК на зенітну самохідну установку встановлено мультиспектральну оптико-електронну станцію «Стриж-М3», яка дозволяє не лише значно збільшити точність розрахунків координат попередженої точки та забезпечити ідентифікацію цілі за типом та державною належністю, але й за рахунок режиму пасивної роботи сприяє підвищенню скритності та живучості ЗСУ. Також проведено модернізацію ГМ-575: системи первинного електроживлення, системи автоматичного пожежогасіння (переведення системи на вогнегасну суміш — вуглекислота замість токсичного фреону «склад 3,5») та системи спостереження за місцевістю в умовах недостатньої видимості механіком-водієм. Встановлено телевізійно-тепловізійну оптико-електронну систему механіка-водія Puma Driver Sofia, яка разом із бортовим комплексом орієнтування й навігації забезпечує можливість руху ЗСУ в темну пору доби без використання освітлювальних приладів. Бойова машина оснащена автоматизованими робочими місцями екіпажу та єдиною цифровою IP-мережею. Внаслідок модернізації загальна вага ЗСУ знизилася на  2 т.
ЗСУ-23-4М-А1 — українська модернізація, що з 2015 року розробляється заводом «Арсенал». Радянська РЛС і аналогова обчислювальна система замінені на сучасну РЛС з цифровою антенною решіткою «Рокач-АС». РЛС має функцію автоматичного супроводження цілей. Оновлено системи навігації, встановлено пасивну цифрову оптико-локаційну систему з телевізійним та тепловізійним каналами, лазерний далекомір. Один із варіантів модернізації передбачає встановлення ракетного каналу — чотири зенітні керовані ракети «Стріла» ближнього радіуса дії. За оцінками розробників, ефективна дальність вогню установки збільшена практично удвічі. У 2019 році 3СУ-23-4М-А1 «Шилка» пройшла вирішальні відомчі випробування.
ZSU-23-4MP Biała — польська модернізація. Встановлено пасивну цифрову електронно-оптичну систему наведення «день-ніч» з автоматичним відстеженням цілей; цифрову систему зв'язку, що дозволяє взаємодіяти з інтегрованою системою ППО; дві подвійні пускові установки зенітних ракет Grom; адаптовано під використання підкаліберних боєприпасів. У установки знижено рівень теплового та електромагнітного випромінювання, екіпаж скорочено до 3 осіб. Оснащення 23-мм автоматичної гармати АЗП-23 сучасними боєприпасами збільшує дальність ефективного вогню по повітряних цілях — близько 3,5 км, що на 0,5 — 1 км більше, ніж у стандартної ЗСУ-23-4. Максимальна дальність ракет Grom становить близько 5,5 км.

## Бойове застосування

### Російсько-українська війна
Використовувалась загарбниками під час російського вторгнення в Україну в лютому 2022 року. Відомо, наприклад, про знищення однієї установки на початку квітня 2022 року під час визволення населених пунктів на півдні Харківської області 93 ОМБр «Холодний Яр».
На початку жовтня 2022 року військовий аташе України у США Борис Кременецький назвав ««Gepard» одним із ефективних засобів боротьби з російськими дронами-камікадзе «Герань-2» (іранський Shahed 136). Разом з тим, ефективно протидіють цим дронам також ЗРК «Оса» та зенітні артилерійські установки ЗСУ-23-4 «Шилка». Істотна перевага саме артилерійських зенітних комплексів, при цьому, полягає у порівняно «низькій» вартості ураження цілі в порівнянні навіть з такими ракетними комплексами, як «Оса».
Українські військові застосовували установки не лише для боротьби з повітряними, але й з наземними цілями: піхотою на відкритій місцевості, неброньована та легкоброньована техніка. Траплялись навіть випадки боротьби з танками противника.